# Koninklijke Maatschappij voor Dierkunde Antwerpen

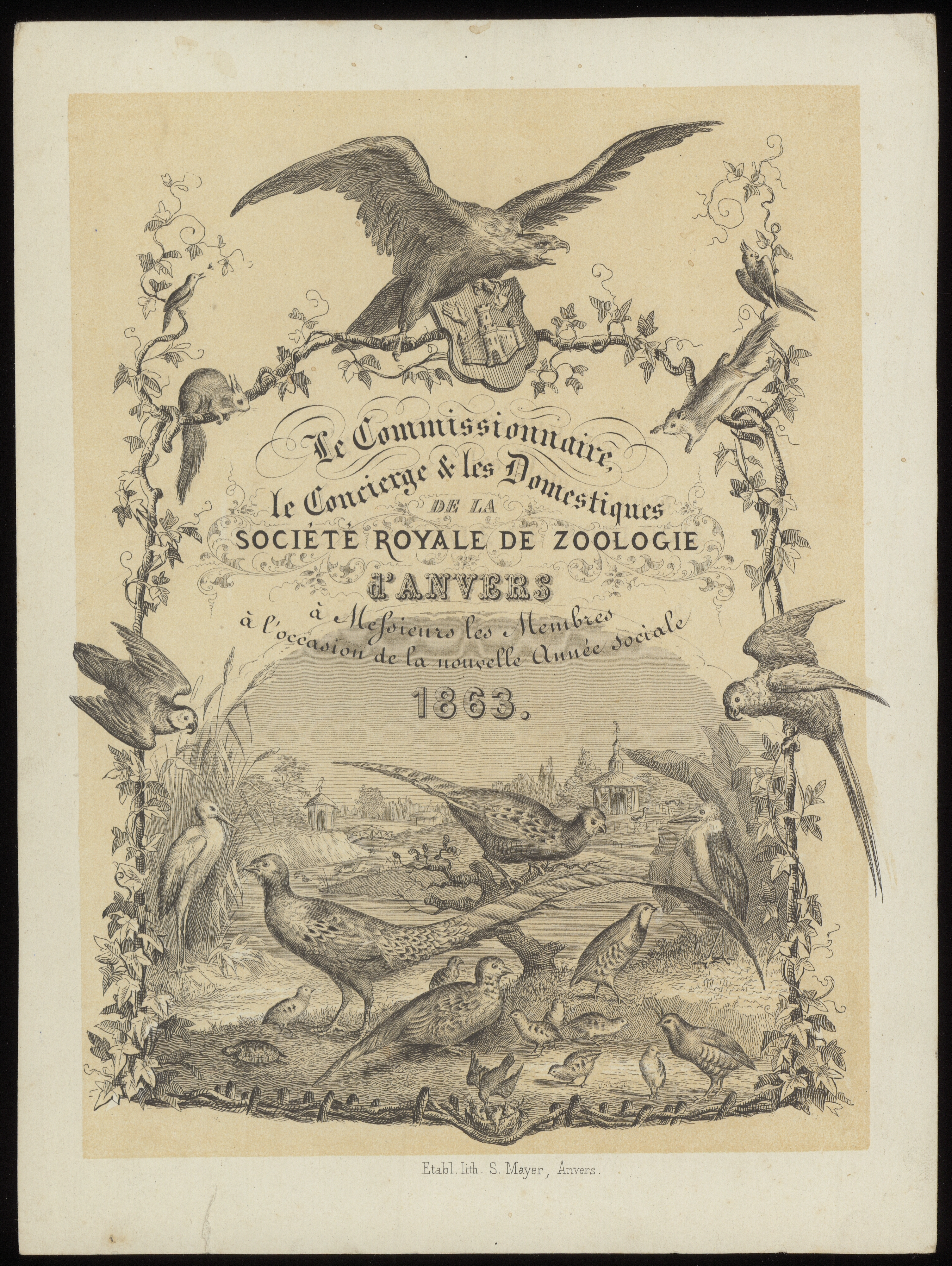
La Société Royale de Zoologie d'Anvers (1863)

De Koninklijke Maatschappij voor Dierkunde Antwerpen (KMDA) is een zoölogische vereniging die op 21 juli 1843 werd gesticht als de Société de zoologie d'Anvers (SZA). In 1844 verleende koning Leopold I de vereniging het recht het predicaat Koninklijk te voeren en werd het de Société royale de zoologie d'Anvers (SRZA). Hieruit is de ZOO Antwerpen voortgekomen als eerste en oudste dierentuin van België. De eerste directeur was Petrus Jozef de Caters. Ook werd er een museum geopend, dat in 1844 werd ingehuldigd door koning Leopold I.
In 1952 werd door de KMDA het natuurreservaat De Zegge aangekocht, met het oog op natuurbehoud.
In 1956 kocht de KMDA het landgoed Planckendael aan in Muizen bij Mechelen. Aanvankelijk werd dit dierenpark gebruikt als buitenverblijf voor dieren uit de Antwerpse Zoo, maar na verloop van tijd investeerde de KMDA steeds meer in Planckendael zodat het tegenwoordig een moderne en volwaardige dierentuin is met enkele zeldzame en bedreigde diersoorten zoals de koala. De Antwerpse Zoo en dierenpark Planckendael maken dus beide deel uit van de KMDA, tevens een van de oudste organisaties van België. De drie kernwaarden die de organisatie centraal stelt worden in beide dierentuinen toegepast: conservatie, duurzaam ondernemen en educatie. Het Centre for Research and Conservation is tevens een onderdeel van de KMDA. Het is een eigen onderzoekscentrum voor natuurbehoud dat al verschillende prijzen mocht ontvangen en vooral onderzoek verricht in de Antwerpse Zoo en Planckendael, maar ook in het buitenland (zie verder). De KMDA staat daarom hoog aangeschreven in de internationale dierentuinwereld.
De 25ste EAZA Annual Conference vond plaats in de Antwerpse Zoo van 16 tot 20 september 2008. Het is een belangrijke bijeenkomst van de European Association of Zoos and Aquaria waar onder andere verschillende EEP (European Endangered Species Programme)-coördinators samenkomen.
Eind 2008 kwam ook het Serpentarium in Blankenberge onder de hoede van de KMDA. De KMDA is daarnaast ook eigenaar van de Koningin Elisabethzaal. Deze zaal is de vaste residentie van het Antwerp Symphony Orchestra, het symfonieorkest van Vlaanderen.

## Lijst van directeuren
- Jacques Kets (1843-1865)[2]
- Jacques Vekemans (1865-1888)[3]
- François L'Hoëst (1888-1904)[4]
- Michel L'Hoëst Sr. (1905-1930)[5]
- Michel L'Hoëst (1931-1944)
- Walter Van den bergh (1946-1978)[6]
- Jan Geeraerts (1978-1982)[7]
- Fred Daman (1983-2001)[8]
- Rudy Van Eysendeyk (2001-2009)[9]
- Dries Herpoelaert (2009-heden)[9]

## Parken
Deze vzw is verantwoordelijk voor:
- Het congres- en concertcentrum Zalen van de ZOO, met o.a. de koningin Elisabethzaal
- ZOO Antwerpen
- Dierenpark Planckendael te Muizen
- Natuurreservaat De Zegge te Geel
- Het Centre for Research and Conservation (CRC)

Tot mei 2021 viel ook het Serpentarium te Blankenberge nog onder de hoede van de vzw, maar als gevolg van de coronacrisis diende deze reptielenzoo definitief te sluiten.